# The Manchurian Candidate (2004)
The Manchurian Candidate is een Amerikaanse speelfilm uit 2004 onder regie van Jonathan Demme. Het is een verfilming van de gelijknamige roman uit 1959, geschreven door Richard Condon. Het is ook een gedeeltelijke remake van de film The Manchurian Candidate (1962).
Meryl Streep werd voor haar bijrol als Eleanor Shaw genomineerd voor zowel een Golden Globe, een BAFTA als een Saturn Award. Haar mede-bijrolspeler Liev Schreiber en de film zelf werden eveneens genomineerd voor Saturn Awards.

## Verhaal
Nadat Sgt. Raymond Shaw, zoon van de machtige senator Eleanor Shaw, als held terugkeert uit de Golfoorlog, kunnen de andere leden van zijn peloton zich eigenlijk niet herinneren wat hij nou gedaan heeft voor zijn onderscheiding. Majoor Bennett Marco besluit Sgt. Shaws bezigheden te onderzoeken. Welke geheimen worden er door de overheid en het leger achtergehouden?

## Rolverdeling
| Acteur              | Rol                   |
| ------------------- | --------------------- |
| John Aprea          | Glick                 |
| Obba Babatunde      | Senator Wells         |
| Roger Corman        | Mr. Secretary         |
| Kimberly Elise      | Rosie                 |
| Vera Farmiga        | Jocelyne Jordan       |
| Miguel Ferrer       | Colonel Garret        |
| Al Franken          | TV Commentator        |
| Bruno Ganz          | Delp                  |
| Robyn Hitchcock     | Laurent Tokar         |
| Bill Irwin          | Scoutmaster           |
| Adam LeFevre        | Healy                 |
| Ted Levine          | Howard                |
| Simon McBurney      | Atticus Noyle         |
| Charles Napier      | Sloan                 |
| Liev Schreiber      | Raymond Shaw          |
| Dean Stockwell      | Mark Whiting          |
| Meryl Streep        | Eleanor Shaw          |
| Jon Voight          | Senator Thomas Jordan |
| Tracey Walter       | Night Clerk           |
| Denzel Washington   | Ben Marco             |
| Jeffrey Wright      | Al Melvin             |
| Jose Pablo Cantillo | Villalobos            |

## Nominaties en prijzen
2005 Academy of Science Fiction, Fantasy & Horror Films (Saturn Awards)
- Nominatie - Best Action/Adventure/Thriller Film
- Nominatie - Best Supporting Actor (Film) — Liev Schreiber
- Nominatie - Best Supporting Actress (Film) — Meryl Streep

2005 BAFTA Awards
- Nominatie - Best Actress in a Supporting Role — Meryl Streep

2005 Black Reel Awards
- Nominatie - Best Supporting Actor — Jeffrey Wright
- Nominatie - Best Supporting Actress — Kimberly Elise

2005 Golden Globes
- Nominatie - Best Supporting Actor - Motion Picture — Meryl Streep